# Poilly-lez-Gien
Poilly-lez-Gien è un comune francese di 2 377 abitanti situato nel dipartimento del Loiret nella regione del Centro-Valle della Loira.

## Società

### Evoluzione demografica
Abitanti censiti